# 바둘라구

바둘라 구

바둘라구(싱할라어: බදුල්ල දිස්ත්‍රික්කය, 타밀어: பதுளை மாவட்டம்)는 스리랑카를 구성하는 25개 구 가운데 하나로 행정 중심지는 바둘라이며 면적은 2,861km2, 인구는 886,000명(2012년 기준)이다. 행정 구역상으로는 우바 주에 속한다.